# 三坝纳西族乡
三坝纳西族乡是中华人民共和国云南省迪庆藏族自治州香格里拉市下辖的一个民族乡。 

## 行政区划
三坝纳西族乡下辖以下村级行政区划单位：
东坝村、安南村、白地村、瓦刷村、哈巴村和江边村。

## 中国传统村落
2013年8月，白地村被评为第二批中国传统村落。